# Lista chorążych reprezentacji Andory na igrzyskach olimpijskich
Lista chorążych reprezentacji Andory na igrzyskach olimpijskich – lista zawodników i zawodniczek reprezentacji Andory, którzy podczas ceremonii otwarcia nowożytnych igrzysk olimpijskich nieśli flagę Andory.

## Chronologiczna lista chorążych
| Lp. | Rok i miejsce        | Chorąży                      | Dyscyplina            |
| --- | -------------------- | ---------------------------- | --------------------- |
| 1   | 1976, Innsbruck      | b.d.                         |                       |
| 2   | 1976, Montreal       | Esteve Dolsa                 | Strzelectwo           |
| 3   | 1980, Lake Placid    | Carlos Font                  | Narciarstwo alpejskie |
| 4   | 1980, Moskwa         | –                            | –                     |
| 5   | 1984, Sarajewo       | b.d.                         |                       |
| 6   | 1984, Los Angeles    | Joan Tomàs Roca              | Strzelectwo           |
| 7   | 1988, Calgary        | Claudina Rossel              | Narciarstwo alpejskie |
| 8   | 1988, Seul           | Josep Graells                | Lekkoatletyka         |
| 9   | 1992, Albertville    | b.d.                         |                       |
| 10  | 1992, Barcelona      | Maggy Moreno                 | Lekkoatletyka         |
| 11  | 1994, Lillehammer    | Vicky Grau                   | Narciarstwo alpejskie |
| 12  | 1996, Atlanta        | Aitor Osorio                 | Pływanie              |
| 13  | 1998, Nagano         | Victor Gómez                 | Narciarstwo alpejskie |
| 14  | 2000, Sydney         | Toni Bernadó                 | Lekkoatletyka         |
| 15  | 2002, Salt Lake City | Victor Gómez                 | Narciarstwo alpejskie |
| 16  | 2004, Ateny          | Hocine Haciane               | Pływanie              |
| 17  | 2006, Turyn          | Alex Antor                   | Narciarstwo alpejskie |
| 18  | 2008, Pekin          | Montserrat García Riberaygua | Kajakarstwo górskie   |
| 19  | 2010, Vancouver      | Lluís Marín Tarroch          | Snowboarding          |
| 20  | 2012, Londyn         | Joan Tomas                   | Strzelectwo           |
| 21  | 2014, Soczi          | Mireia Gutiérrez             | Narciarstwo alpejskie |
| 22  | 2016, Rio de Janeiro | Laura Salles Lopez           | Judo                  |
| 23  | 2018, Pjongczang     | Irineu Esteve Altimiras      | Biegi narciarskie     |
| 24  | 2020, Tokio          | Mònica Dòria                 | Kajakarstwo           |
| 24  | 2020, Tokio          | Pol Moya                     | Lekkoatletyka         |
| 25  | 2022, Pekin          | Maeva Estévez                | Snowboarding          |